# ال بوسکه (آندلس)
ال بوسکه (به اسپانیایی: El Bosque) یک دهستان در اسپانیا است که در استان کادیس واقع شده‌است. ال بوسکه ۳۰٫۷۵ کیلومتر مربع مساحت و ۲٬۰۵۸ نفر جمعیت دارد و ۲۹۸ متر بالاتر از سطح دریا واقع شده‌است.